# Cronologia di biologia e biochimica

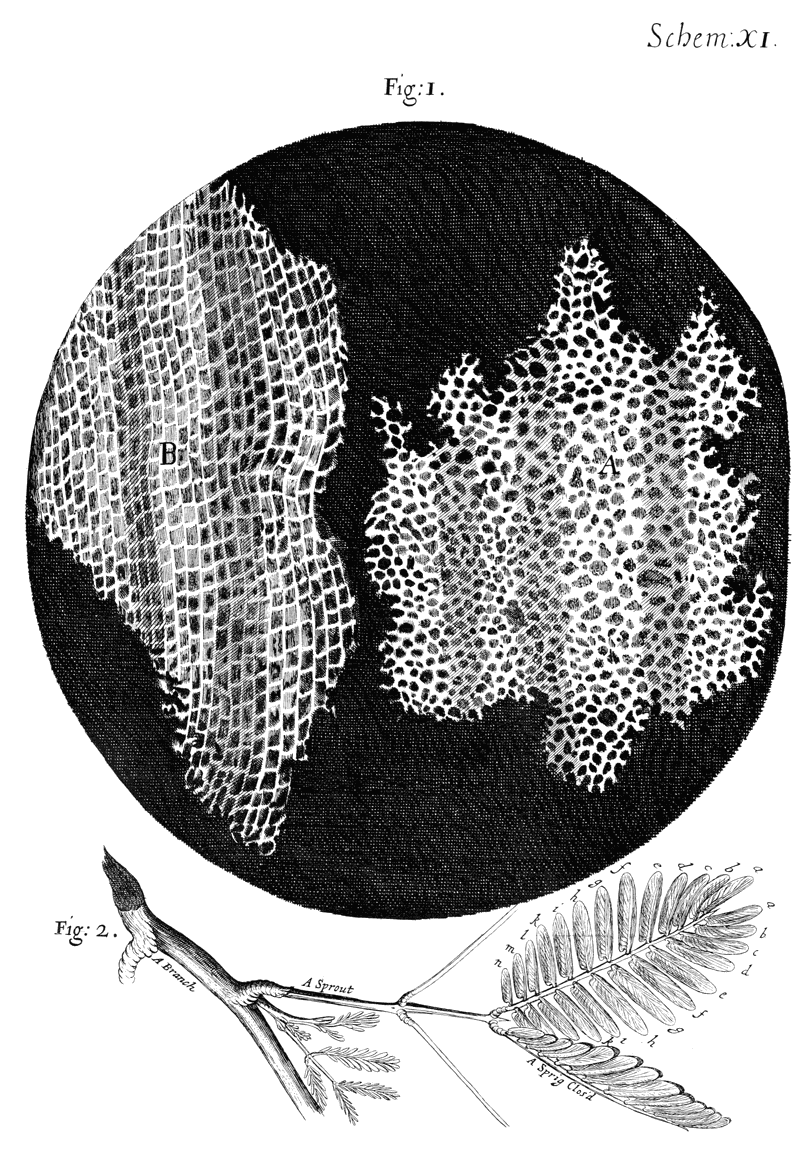
Disegno di Robert Hooke del sughero visto al microscopio

Questa cronologia prende in considerazione i principali eventi di biologia e biochimica, partendo dalla preistoria fino ad arrivare ai giorni nostri.

## Preistoria

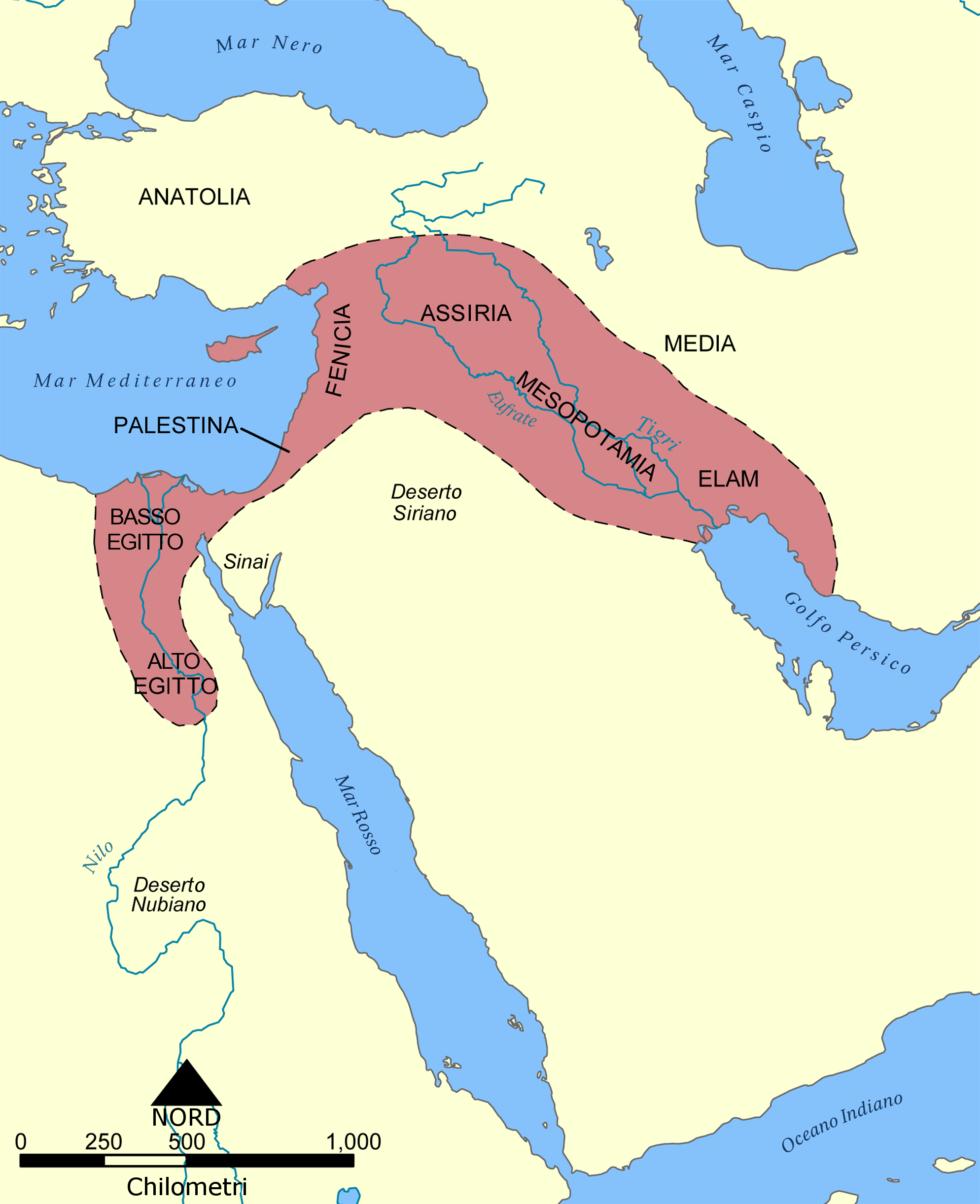
Mappa della Mezzaluna Fertile

- Paleolitico medio, circa 200 000 anni fa
  - Comparsa in Africa dell'Homo sapiens[1]
- 10000 a.C. - 7000 a.C.
  - Rivoluzione neolitica. Nell'area della Mezzaluna Fertile (nel Vicino Oriente antico) ha inizio la domesticazione delle piante, la selezione operata dall'uomo di un certo numero di specie vegetali giudicate più utili rispetto alla massa delle piante selvatiche[2][3][4]
- 8200 a.C. - 7800 a.C.
  - Datazione determinata attraverso il metodo del radiocarbonio dei resti di chicchi di riso rinvenuti nel sito principale della civiltà di Pengtoushan, sorta attorno al fiume Yangtze nella regione a nord-ovest dello Hunan in Cina. Rappresentano la più antica evidenza della domesticazione del riso in Cina[5]

## Antichità
- circa 1500 a.C.

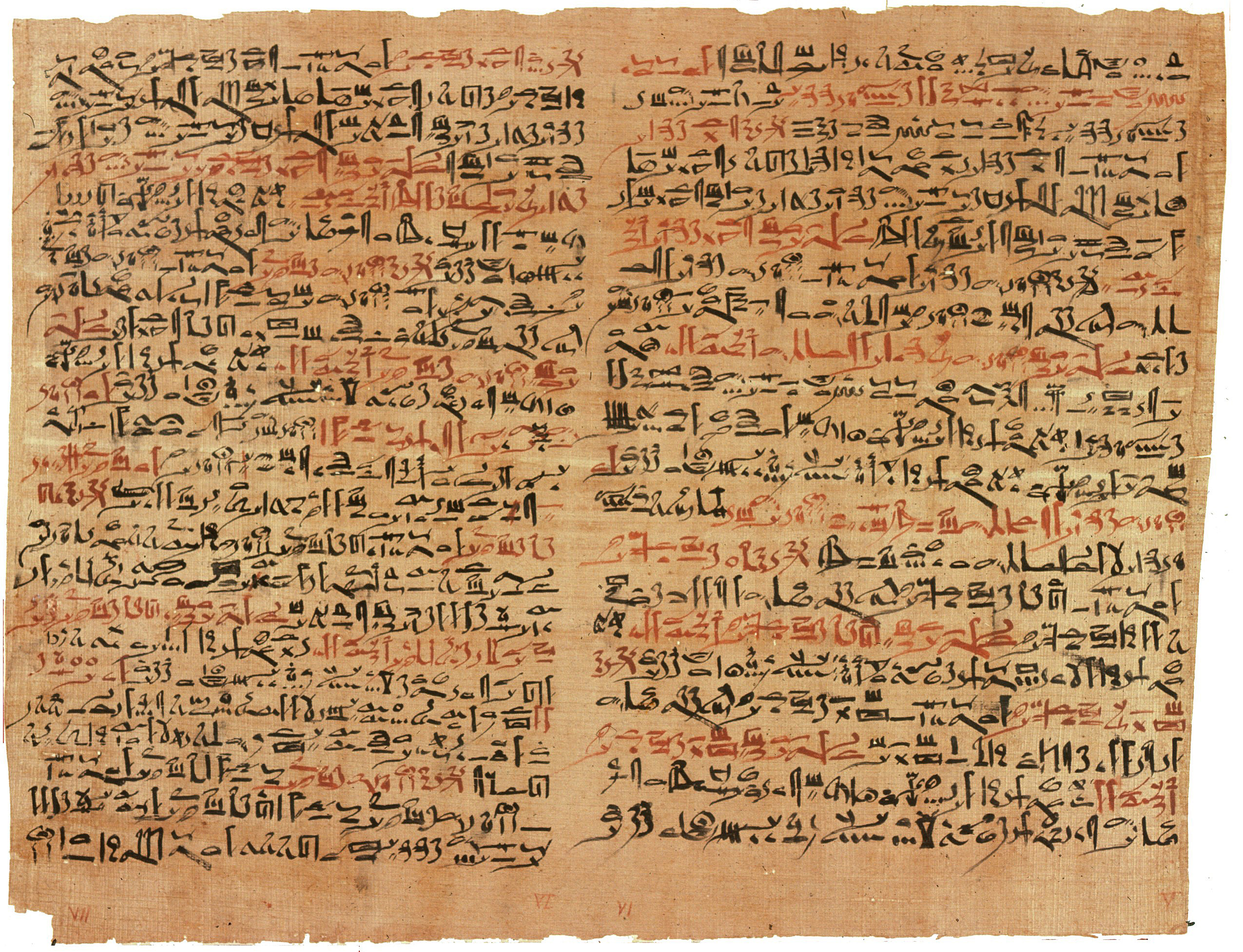
Fogli VI e VII del Papiro Edwin Smith (Rare Book Room, New York Academy of Medicine).

  - Il Papiro Edwin Smith (che sembra a sua volta essere la copia di un manoscritto risalente al Regno Antico D'Egitto, datato circa mille anni prima) costituisce il più antico trattato di medicina giunto sino ai giorni nostri[7][8]. Il trattato contiene importanti particolari anatomici che lasciano presupporre che già gli antichi Egizi attuassero delle dissezioni ai cadaveri
- circa 520 a.C.
  - Alcmeone di Crotone effettua le prime rudimentali dissezioni documentate di animali
- circa 450 a.C.
  - Senofane esamina fossili
- circa 400 a.C.
  - Diocle di Caristo scrive il primo libro di testo sull'anatomia animale
- circa 350 a.C.
  - Aristotele inizia lo studio della biologia come scienza empirica ed effettua un primo tentativo di classificazione completa degli animali. L'Historia animalium contiene la descrizione di 581 specie diverse. Questi dati biologici vengono organizzati e classificati nel De partibus animalium. Nel De generatione animalium si occupa del modo in cui gli animali si riproducono
- 320 a.C.
  - Theophrastus inizia lo studio sistematico della botanica
- ca. 300 a.C.
  - Erofilo disseziona il corpo umano
- 23 d.C. - 79 d.C.
  - Plinio il Vecchio scrive il trattato naturalistico in 37 volumi Naturalis historia

## 1000-1299
- 1025
  - Avicenna completa Il canone della medicina

## 1300-1499
- 1347 - 1353
  - La Peste nera o Morte nera, uccide almeno un terzo della popolazione europea

## 1500-1599
- 1543
  - Andreas van Wesel pubblica il trattato di anatomia De humani corporis fabrica

## 1600–1699
- 16??

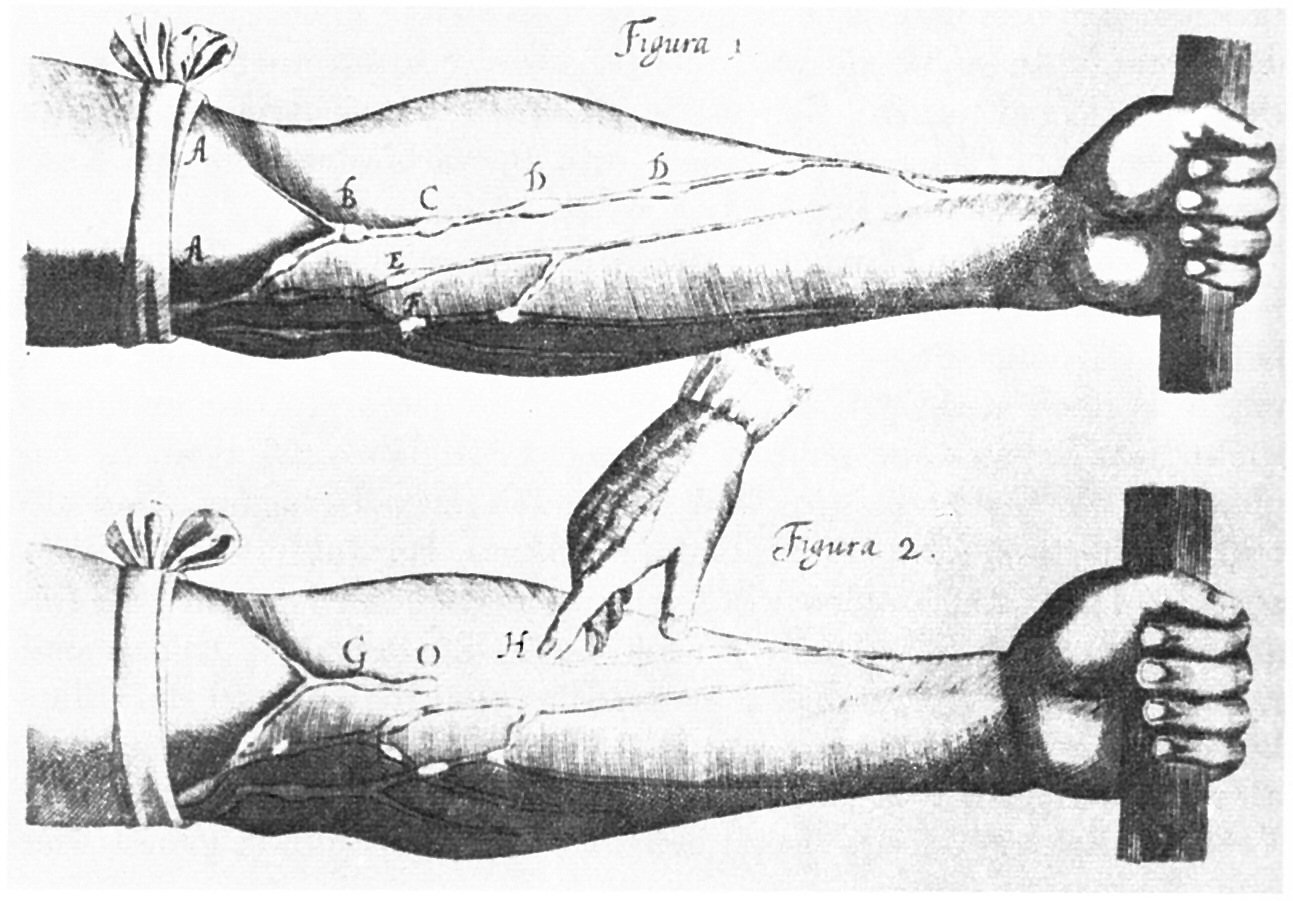
Esperimento sulla circolazione venosa tratto dall'opera di Harvey Exercitatio Anatomica de Motu Cordis et Sanguinis in Animalibus

  - Jean Baptiste van Helmont effettua un famoso esperimento per appurare da dove le piante ricavassero la loro massa. Fa crescere un albero di salice misurando la quantità di terreno, il peso dell'albero e la quantità di acqua aggiunta. Dopo cinque anni ripete le misurazioni e ne deduce che l'aumento di peso dell'albero doveva provenire solo dall'acqua
- 1628
  - William Harvey pubblica l'opera Exercitatio anatomica de motu cordis et sanguinis in animalibus contenente la prima descrizione accurata del sistema circolatorio umano
- 1658
  - Jan Swammerdam osserva le cellule rosse del sangue al microscopio
- 1663
  - Robert Hooke vede delle strutture cellulare in sughero utilizzando un microscopio
- 1668
  - Francesco Redi scrive Esperienze intorno alla generazione degl'insetti con cui confuta la teoria della generazione spontanea di vermi in carne putrefatta
- 1676
  - Anton van Leeuwenhoek osserva protozoi e li chiama animalculae
- 1677
  - Anton van Leeuwenhoek osserva spermatozoi
- 1683
  - Anton van Leeuwenhoek osserva batteri

## 1700–1799
- 1712

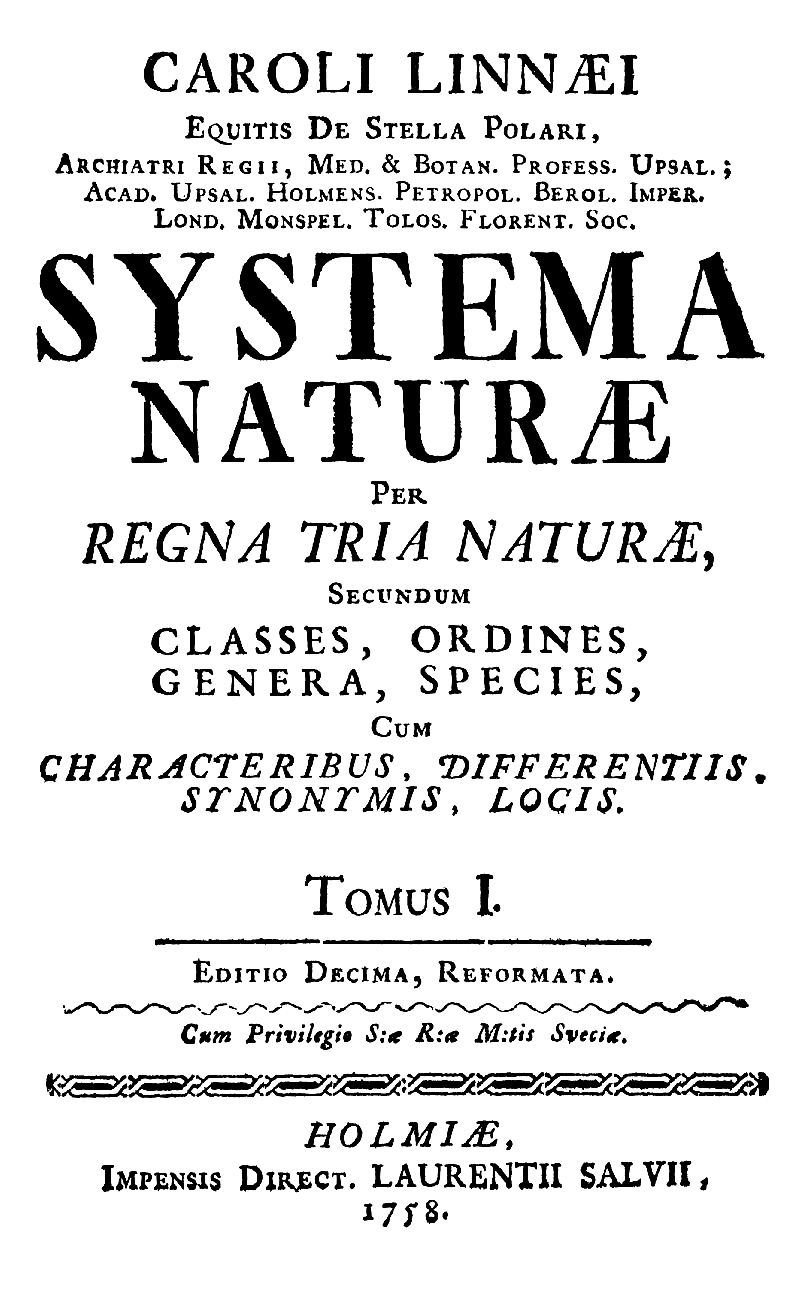
Copertina di Systema Naturæ (1758)

  - René-Antoine Ferchault de Réaumur presenta all'Académie des Sciences un saggio sulla rigenerazione degli arti nei gamberi[9]
- 1735
  - Carl von Linné introduce un sistema di classificazione delle piante nel libro Systema Naturae, poi degli animali, adottando una nomenclatura binaria (binomia) ancora usato attualmente
- 1744
  - Abraham Trembley pubblica le Mémoires pour servir à l'histoire d'un genre de polypes d'eau douce dove espone le sue ricerche sull'idra (o polipo di acqua dolce), in particolare sulle sue notevoli capacità rigenerative; Trembley è il primo a ottenere l'innesto di due diversi animali
- 1749
  - Edward Jenner utilizza pus prelevato dalla mano di una mungitrice con pustole di vaiolo bovino per indurre resistenza all'infezione di vaiolo umano in un bambino; è l'inizio dell'immunologia
- 1765
  - Lazzaro Spallanzani nel Saggio di Osservazioni Microscopiche sul Sistema della Generazione de' Signori di Needham e Buffon confuta diverse teorie sulla generazione spontanea della vita cellulare
- 1771
  - Joseph Priestley scopre che le piante assorbono biossido di carbonio e liberano ossigeno
- 1791
  - Luigi Galvani pubblica il De viribus electricitatis in motu musculari commentarius, opera in cui espone le sue teorie riguardanti l'elettricità biologica, frutto di studi e indagini sperimentali[10]
- 1798
  - Thomas Malthus discute la crescita della popolazione umana e la produzione alimentare in An Essay on the Principle of Population

## 1800–1849
- 1801

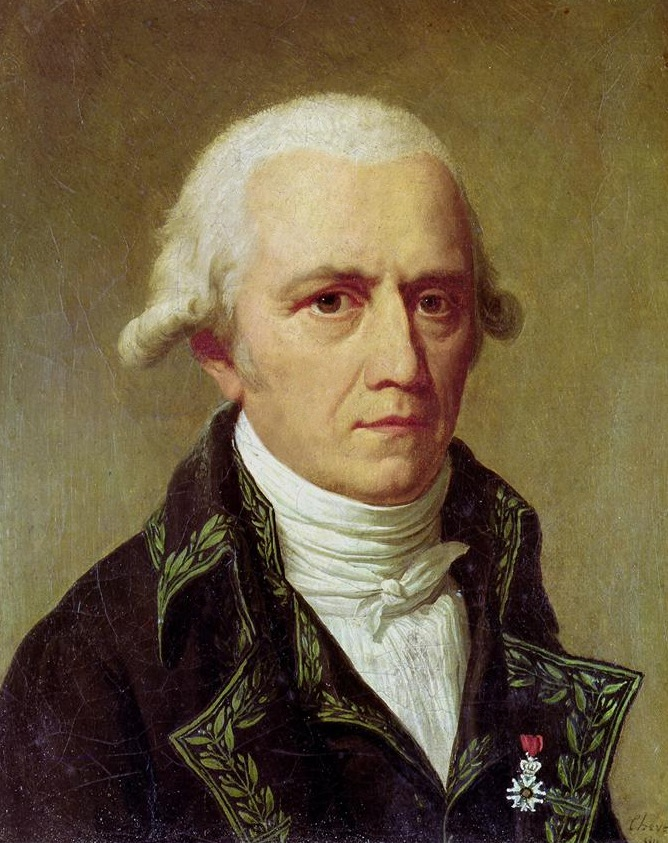
Ritratto di Lamark

  - Jean-Baptiste Lamarck inizia lo studio dettagliato della Tassonomia degli invertebrati
- 1809
  - Jean Lamarck propone l'eredità dei caratteri acquisiti (Lamarckismo)
- 1817
  - Pierre Joseph Pelletier e Joseph Caventou isolano la clorofilla; successivamente isolano la stricnina e (1820) il chinino[11][12]
- 1828
  - Karl von Baer scopre l'ovulo dei mammiferi
  - Friedrich Wöhler sintetizza l'urea; prima sintesi di un composto organico
- 1833
  - Anselme Payen isola dal malto una sostanza in grado di catalizzare la trasformazione di amido in glucosio. Chiama questa sostanza diastasi, dal greco "separare". Si tratta del primo enzima isolato ed il suffisso -asi, da allora, sarà usato per la nomenclatura degli enzimi[13][14]
- 1836
  - Theodor Schwann scopre la pepsina in estratti di tessuto interno dello stomaco; primo isolamento di un enzima animale
- 1837
  - Theodor Schwann dimostra che riscaldando l'aria si previene la putrefazione
- 1838
  - Matthias Schleiden scopre che tutti i tessuti delle piante sono composti da cellule
- 1839
  - Theodor Schwann scopre che tutti i tessuti animali sono composti da cellule
- 1847
  - Ignác Semmelweis dispone che tutti i medici e gli studenti che frequentano il reparto ostetrico siano obbligati a lavarsi le mani con una soluzione di cloruro di calcio prima di visitare le partorienti. Riesce a ottenere un calo drammatico della percentuale di febbri puerperali che le colpiva decimandole

## 1850–1899
- 1856

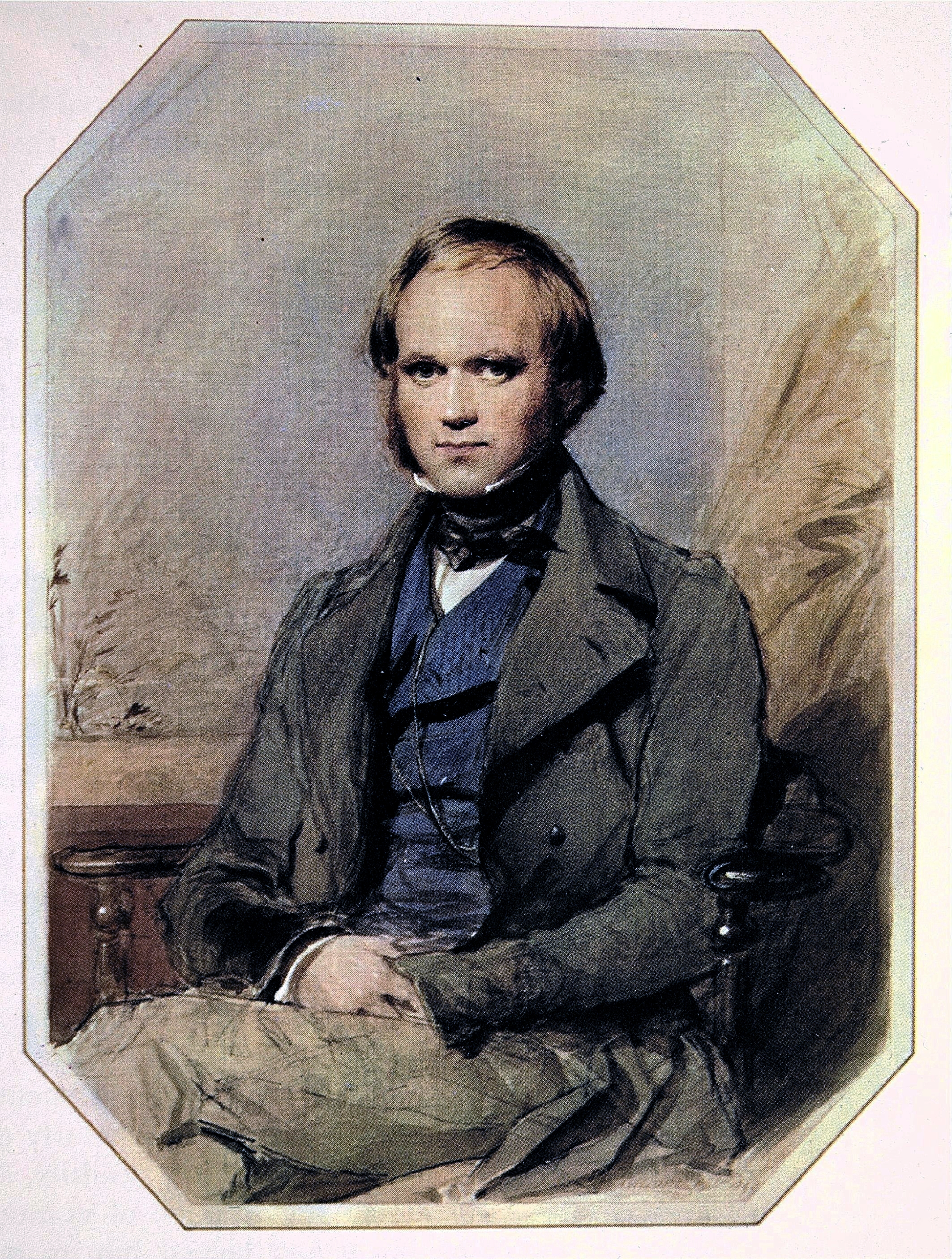
Ritratto di Charles Darwin

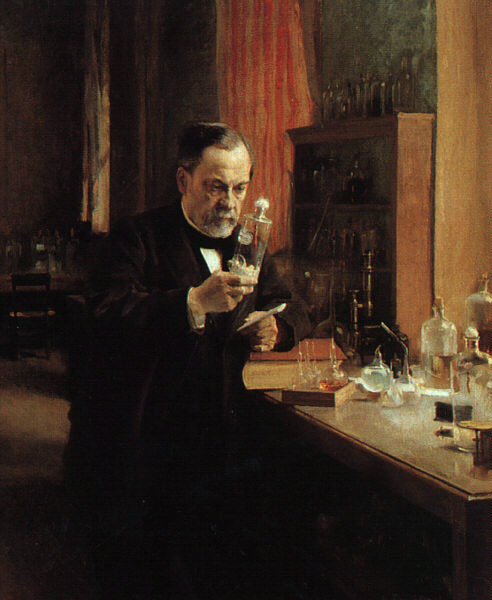
Louis Pasteur nel suo laboratorio, dipinto di Albert Edelfelt (1885)

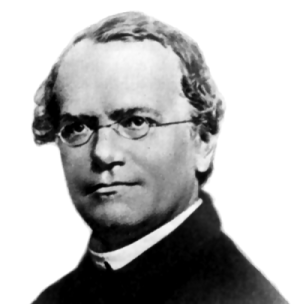
Gregor Mendel

  - Louis Pasteur dichiara che alcuni microrganismi producono la fermentazione
- 1858
  - Charles R. Darwin e Alfred Wallace propongono, indipendentemente uno dall'altro, teorie dell'evoluzione basate sulla selezione naturale
  - Rudolf Virchow propone che le cellule possono solo originare da cellule preesistenti ("Omnis cellula e cellula")[15]
- 1862
  - Louis Pasteur confuta in modo convincente la generazione spontanea della vita cellulare
- 1865
  - Gregor Mendel presenta i suoi esperimenti sulla ibridazione dei piselli e postula l'esistenza di fattori dominanti e recessivi[16]
  - Friedrich August Kekulé von Stradonitz comprende che benzene è composto da atomi di carbonio e di idrogeno e che gli atomi di carbonio formano un anello esagonale
- 1869
  - Friedrich Miescher scopre gli acidi nucleici nei nuclei delle cellule
- 1873
  - Camillo Golgi mette a punto l'impregnazione cromoargentica ("Reazione nera") che permette la perfetta visualizzazione delle cellule del tessuto nervoso
- 1874
  - Jacobus Henricus van 't Hoff e Joseph-Achille Le Bel propongono una rappresentazione stereochimica tridimensionale delle molecole organiche e propongono un atomo di carbonio con legami a disposizione tetraedrica
- 1876
  - Oskar Hertwig e Hermann Fol dimostrano che uova fertilizzate posseggono sia nuclei femminili che maschili
  - Robert Koch dimostra che un batterio (Bacillo del carbonchio) può essere causa di malattia
- 1878
  - Wilhelm Kühne conia il termine enzima[17]
- 1881
  - Edouard-Gérard Balbiani osserva gli anelli omonimi nei cromosomi politenici di ghiandole salivari di larve di Chironomus[18]
- 1882
  - Robert Koch isola il bacillo responsabile della tubercolosi
  - Walther Flemming osserva i cromosomi a spazzola negli ovociti della salamandra neotenica Ambystoma mexicanum[19]
- 1884
  - Hermann Emil Fischer inizia l'analisi dettagliata della composizione e la struttura degli zuccheri
  - Elie Metchnikoff formula la teoria che la fagocitosi ad opera di globuli bianchi sia un meccanismo di difesa degli organismi
- 1885
  - Carl Rabl pubblica un lavoro che evidenzia come i cromosomi non perdono la loro identità, anche se non sono più visibili al microscopio[20]
- 1895
  - Wilhelm C. Röntgen scopre l'esistenza dei raggi X[21]
- 1897
  - Eduard Buchner studia la capacità degli estratti di lievito di portare a termine le fermentazione di zuccheri, anche in assenza di cellule di lievito integre. Chiama zimasi il complesso (una miscela di enzimi in realtà) privo di cellule che aveva portato a termine la fermentazione del saccarosio
- 1898
  - Martinus Beijerinck usa esperimenti di filtrazione per dimostrare che il mosaico del tabacco è causato da qualcosa di più piccolo di un batterio[22][23]; lo chiama virus

## 1900–1924
- 1901

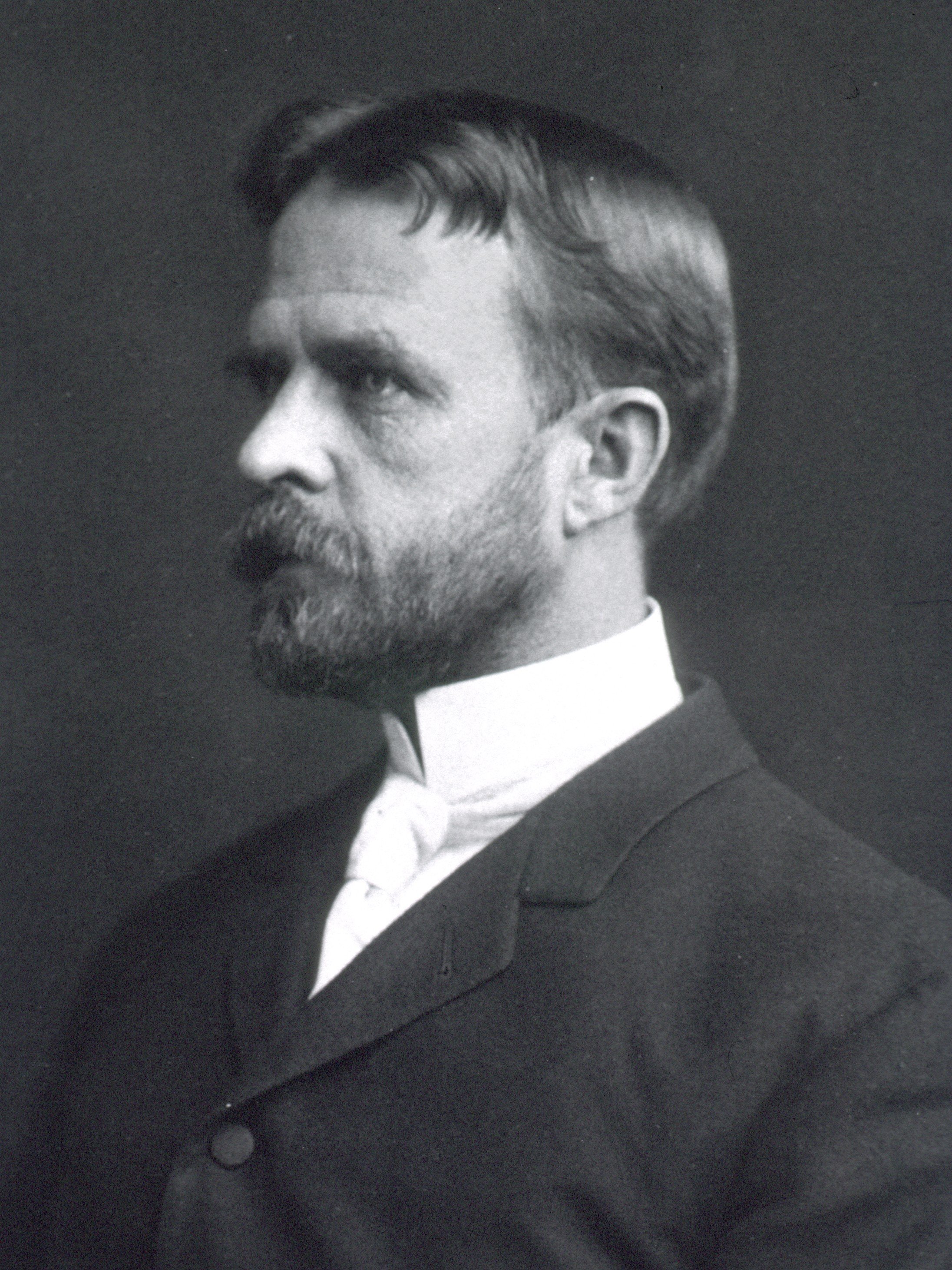
Thomas Hunt Morgan

  - Takamine Jōkichi isola l'adrenalina[24]
- 1902
  - Studiando la meiosi, Walter Sutton mette in relazione l'ereditarietà con i cromosomi a livello cellulare[25][26]
- 1903
  - Mikhail Tsvett scopre le tecniche di cromatografia per separare le sostanze organiche[27][28]
- 1905
  - William Bateson è il primo a utilizzare il termine "genetica" per descrivere lo studio dell'ereditarietà biologica
- 1907
  - Ivan Pavlov introduce il concetto di riflesso condizionato inducendo la salivazione nei cani
  - Hermann Emil Fischer sintetizza catene polipeptidiche formate da (amminoacidi) e dimostra con questo che gli amminoacidi di una proteina sono legati mediante un legame tra il gruppo funzionale amminico e il gruppo funzionale carbossilico
- 1909
  - Wilhelm L. Johannsen conia il termine gene per indicare l'unità ereditaria di cui si compongono i cromosomi; propone la distinzione tra genotipo e fenotipo
- 1910
  - Su suggerimento di William Ernest Castle, Thomas H. Morgan utilizza il moscerino della frutta Drosophila melanogaster per i suoi esperimenti di genetica. Per i successivi 17 anni nella "stanza dei moscerini" si allevano e studiano innumerevoli popolazioni di Drosophile
  - Archibald V. Hill studia la cooperatività dell'emoglobina e propone una equazione che rappresentata in un grafico permette di capire il livello di cooperatività di una proteina[29]
- 1911
  - Morgan propone che I fattori mendeliani sono allineati sui cromosomi
- 1913
  - Alfred Sturtevant costruisce la prima mappa genetica di un cromosoma[30]
  - Leonor Michaelis e Maud Menten propongono un modello di cinetica enzimatica (cinetica di Michaelis-Menten) che descrive l'andamento della velocità di una reazione catalizzata da enzimi, al variare della concentrazione del substrato e dell'enzima[31]
- 1915
  - Frederick Twort scopre i batteriofagi (virus che infettano i batteri)
- 1918-1920
  - La pandemia di influenza spagnola colpisce un miliardo di persone nel mondo, uccidendone almeno 20 milioni[32]
- 1922
  - Aleksandr I. Oparin sviluppa la sua teoria sull'origine della vita sulla Terra basata sulla formazione di Coacervati

## 1925-1949
- 1925

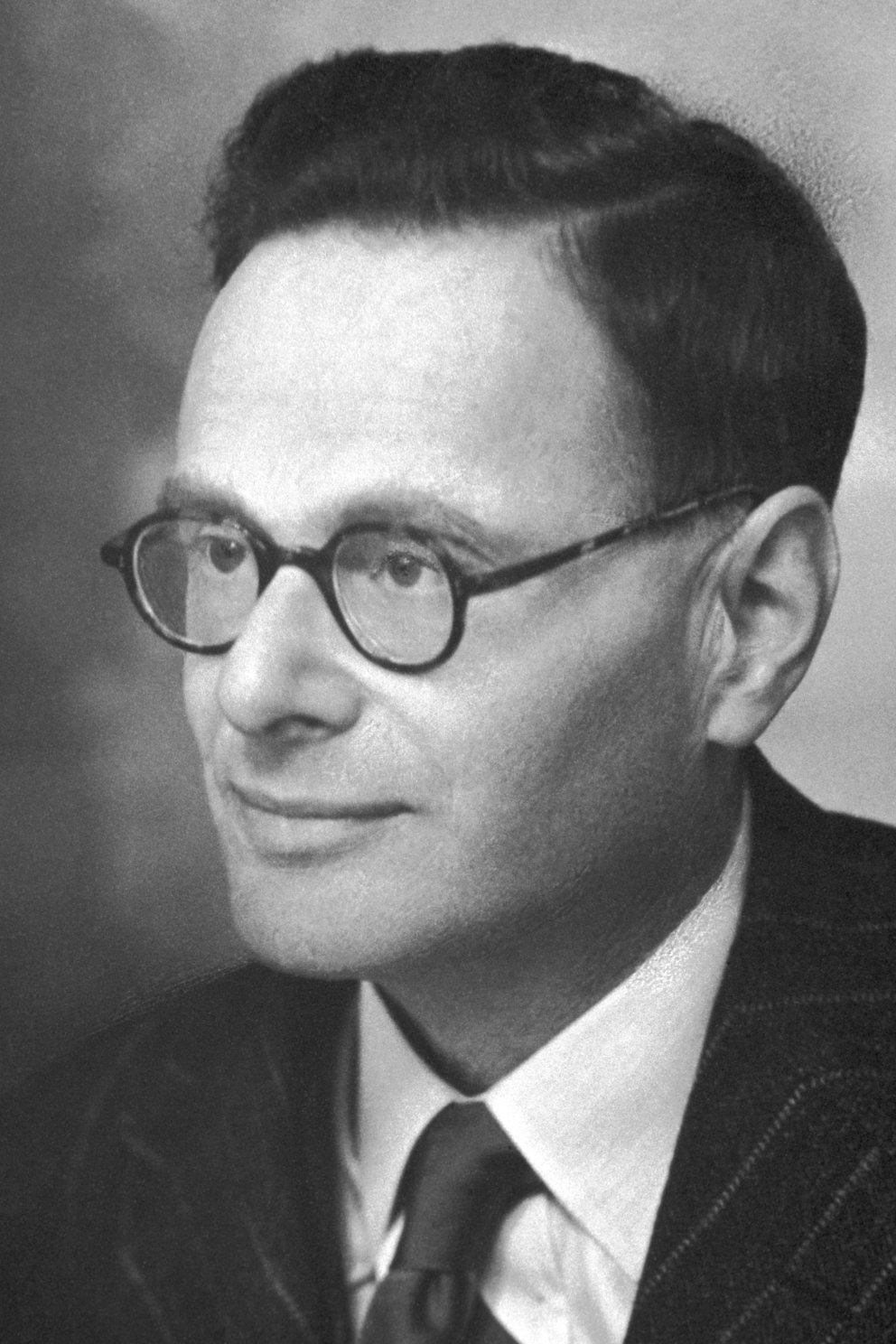
Hans Adolf Krebs

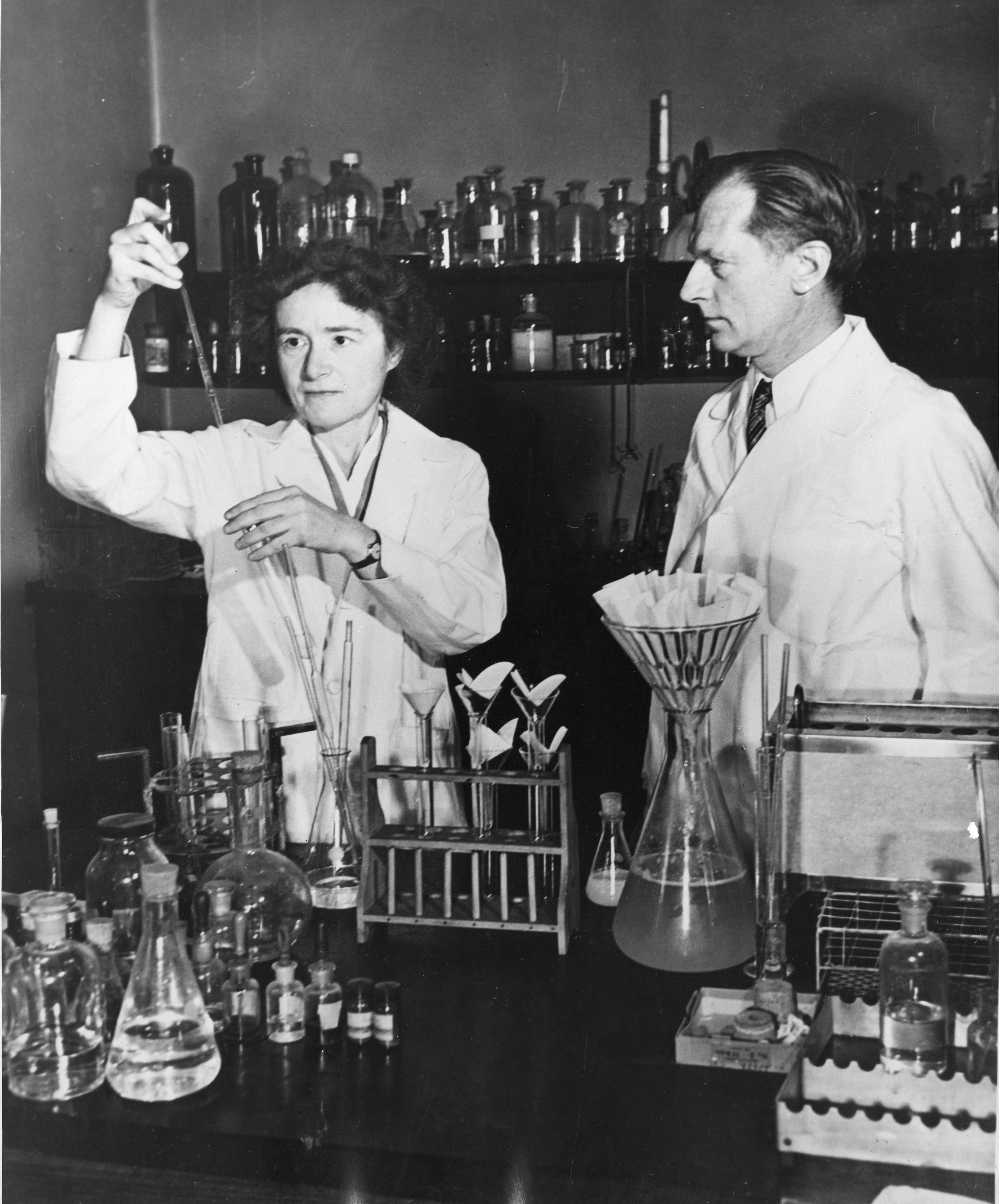
Gerty e Carl Cori

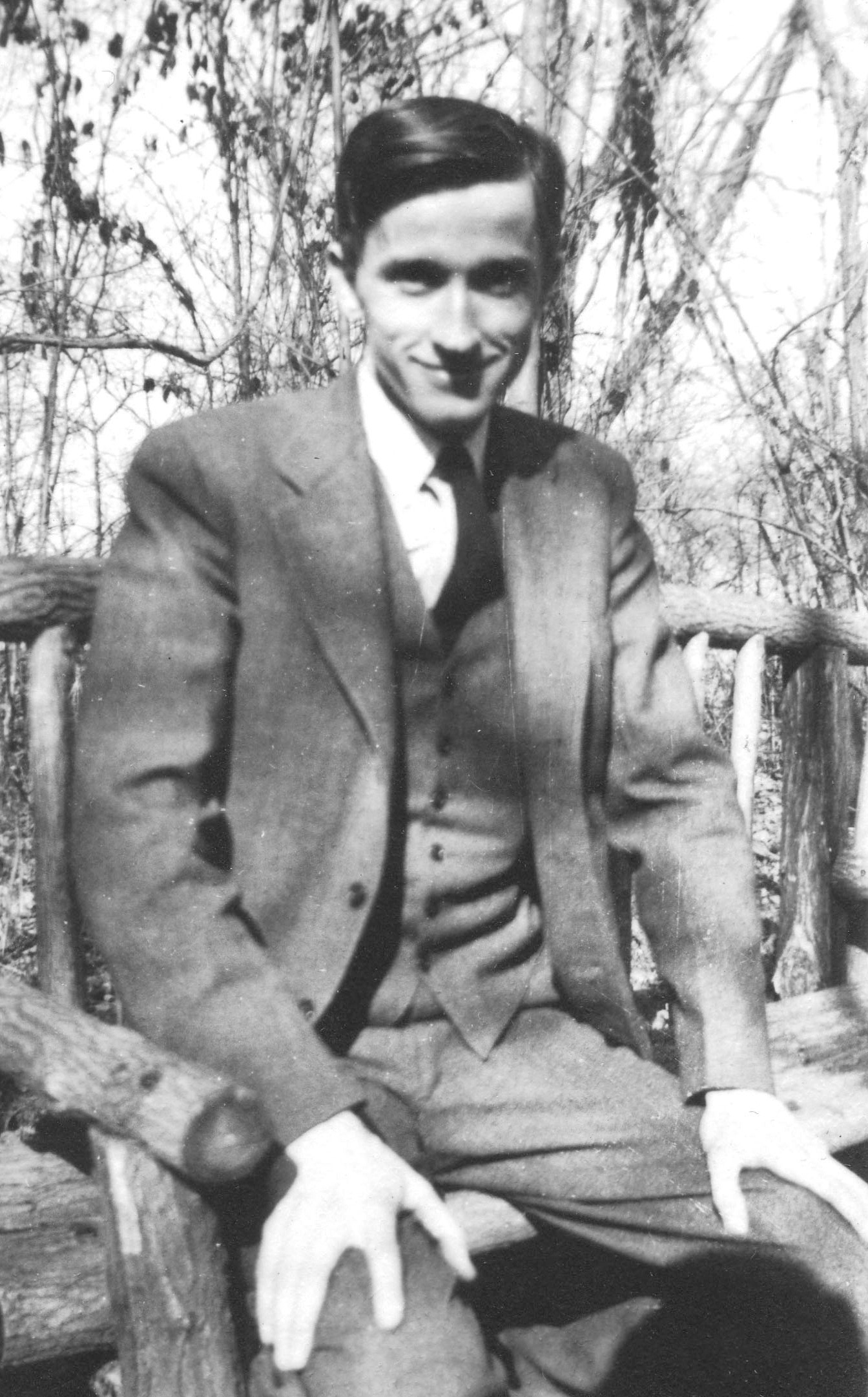
Max Delbrück

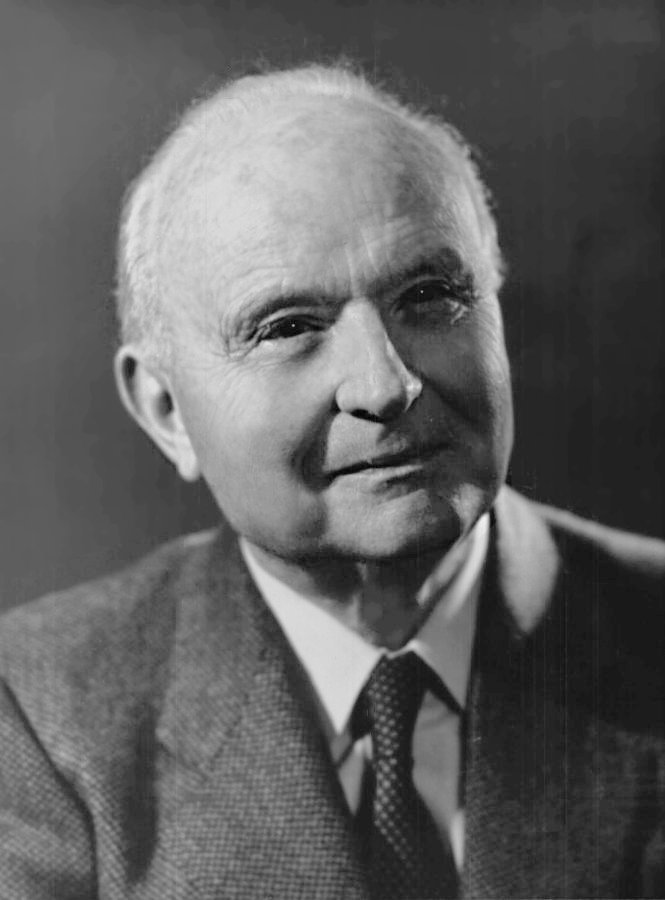
Vittorio Erspamer

  - Theodor Svedberg inventa l'ultracentrifuga[33]
- 1926
  - James B. Sumner isola e cristallizza l'enzima ureasi e dimostra che è una proteina[34][35][36]
- 1928
  - Otto Diels e Kurt Alder scoprono la reazione di cicloaddizione per formare molecole organiche cicliche (Reazione di Diels-Alder)
  - Alexander Fleming descrive l'azione antibatterica della Penicillina: il primo antibiotico
  - Frederick Griffith attraverso quello che oggi è noto come esperimento di Griffith, propone la presenza di un principio trasformante alla base della trasformazione batterica.[37] La natura chimica del principio trasformante resta incognita, ma l'esperimento apre la strada alla sua identificazione
- 1929
  - Phoebus Levene scopre lo zucchero desossiribosio negli acidi nucleici
  - Edward Doisy e Adolf Butenandt indipendentemente scoprono il primo estrogeno[38]
- 1930
  - John H. Northrop dimostra che l'enzima pepsina è una proteina
  - Arne Tiselius consegue il dottorato di ricerca con una tesi sull'elettroforesi delle proteine[39][40]
  - Ronald Fisher pubblica The genetical theory of natural selection (Teoria genetica della selezione naturale)[41][42]
- 1931
  - Adolf Butenandt scopre l'androsterone[43]
  - Ernst Ruska e Max Knoll costruiscono il primo microscopio elettronico a trasmissione
  - Tra il 1931 e il 1933 Pierre de Fonbrune costruisce e perfeziona il micromanipolatore pneumatico e la microforgia, strumenti che consentono la micromanipolazione al microscopio di cellule, e la costruzione di microstrumenti[44][45]
- 1932
  - Hans Adolf Krebs scopre il Ciclo dell'urea e il Ciclo degli acidi tricarbossilici[46]
  - Il fisico Frits Zernike presenta alla Zeiss la sua scoperta del contrasto di fase e le possibili applicazioni alla microscopia. La scoperta viene sottovalutata e i primi microscopi a contrasto di fase verranno prodotti solo a partire dal 1941[47]
- 1933
  - Tadeusz Reichstein sintetizza la vitamina C; prima sintesi di una vitamina
- 1934
  - John D. Bernal e la sua allieva Dorothy Hodgkin scoprono che i cristalli di proteine circondati dalla loro acque madri danno migliori pattern di diffrazione dei cristalli secchi. Utilizzando la pepsina ottengono la prima figura di diffrazione di una proteina globulare in ambiente umido.[48][49] Prima di Bernal e Hodgkin la cristallografia delle proteine era stata eseguita solo su cristalli asciutti, con risultati inconsistenti e inaffidabili
- 1935
  - Rudolf Schoenheimer usa deuterio come tracciante per studiare il meccanismo di accumulo dei grassi in ratti[50]
  - Wendell Stanley cristallizza il virus del mosaico del tabacco[51]
  - Konrad Lorenz descrive il comportamento di "imprinting" in uccelli neonati
  - Max Delbrück, il genetista russo Nikolaj V. Timofeev-Resovskij e il fisico tedesco Karl Zimmer pubblicano i risultati dello studio dell'effetto delle radiazioni sugli organismi e ipotizzano che l'informazione genetica sia contenuta in molecole giganti presenti nei cromosomi[52]
  - Vittorio Erspamer isola la serotonina nella mucosa intestinale di rana e la chiama "enteramina"
- 1936
  - John Zachary Young scopre l'assone gigante di calamaro che si rivelerà di fondamentale importanza per gli studi sperimentali sulla conduzione nervosa e il potenziale d'azione
- 1937
  - Theodosius Dobzhansky collega la Teoria dell'evoluzione con la mutazione genetica nel libro Genetics and the Origin of Species
- 1938
  - Un celacanto vivo è trovato in prossimità della costa del Sudafrica (un fossile vivente)
- 1939
  - Alan Hodgkin e Andrew Huxley pubblicano un breve articolo dove annunciano di aver registrato con successo il potenziale d'azione di una fibra nervosa[53]
- 1940
  - Donald Griffin e Robert Galambos annunciano la scoperta del sonar nei pipistrelli (ecolocazione)
  - George Beadle e Edward Tatum dimostrano che a un gene corrisponde un enzima[54]
  - Incontro di Max Delbrück e Salvador Luria a una conferenza di fisica; nasce il "Gruppo del fago"[55][56][57]
  - Si completa la caratterizzazione della via metabolica della glicolisi, attraverso i contributi vari di Gustav Embden[58] Otto Meyerhof[59][60][61] e Jakub Parnas,[62][63][64] (i tre biochimici che hanno maggiormente contribuirono a chiarirne il meccanismo), e Carl Neuberg[65][66][67], Otto Heinrich Warburg[68][69][70], Gerty e Carl Cori[71][72][73]
- 1942
  - Max Delbrück e Salvador Luria dimostrano che la resistenza a infezioni virali da parte di batteri è causata da mutazioni casuali invece che da stimoli ambientali (Test di fluttuazione)[74]
  - Conrad Hal Waddington conia il termine epigenetica
- 1943
  - Oswald Avery e i suoi colleghi Colin MacLeod e Maclyn McCarty attraverso quello che oggi è noto come esperimento di Avery, dimostrano che il cosiddetto principio trasformante (ovvero il portatore di informazioni geniche) scoperto nel 1928 da Griffith è il DNA[75] L'esperimento è contestato da chi sostiene che il materiale genetico dovesse essere di natura proteica; viene criticato ad Avery la non completa purezza degli acidi nucleici utilizzati nell'esperimento, che potevano essere contaminati da tracce di proteine
- 1944
  - Robert Woodward e William von Eggers Doering sintetizzano la Chinina
  - Il fisico Erwin Schrödinger pubblica Che cos'è la vita?[76]
- 1946
  - Joshua Lederberg ed Edward Tatum scoprono la coniugazione batterica[77]
- 1948
  - Erwin Chargaff dimostra che nel DNA il numero delle unità di Guanina corrisponde al numero di unità di Citosina e che il numero delle unità di Adenina corrisponde al numero di unità di Timina
- 1949
  - John Desmond Bernal conia il termine Biopoiesi[78]

## 1950–1974
- 1950

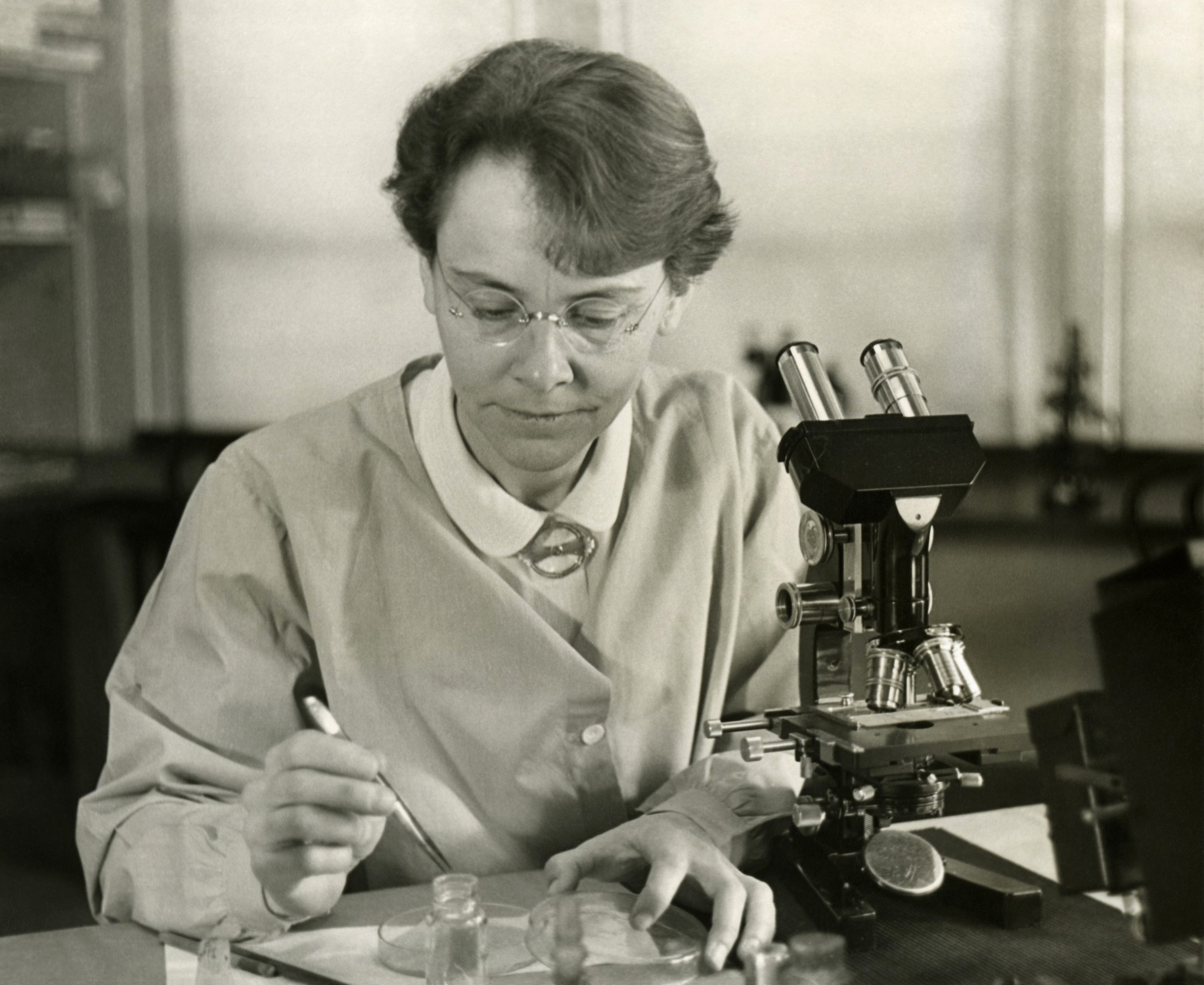
Barbara McClintock

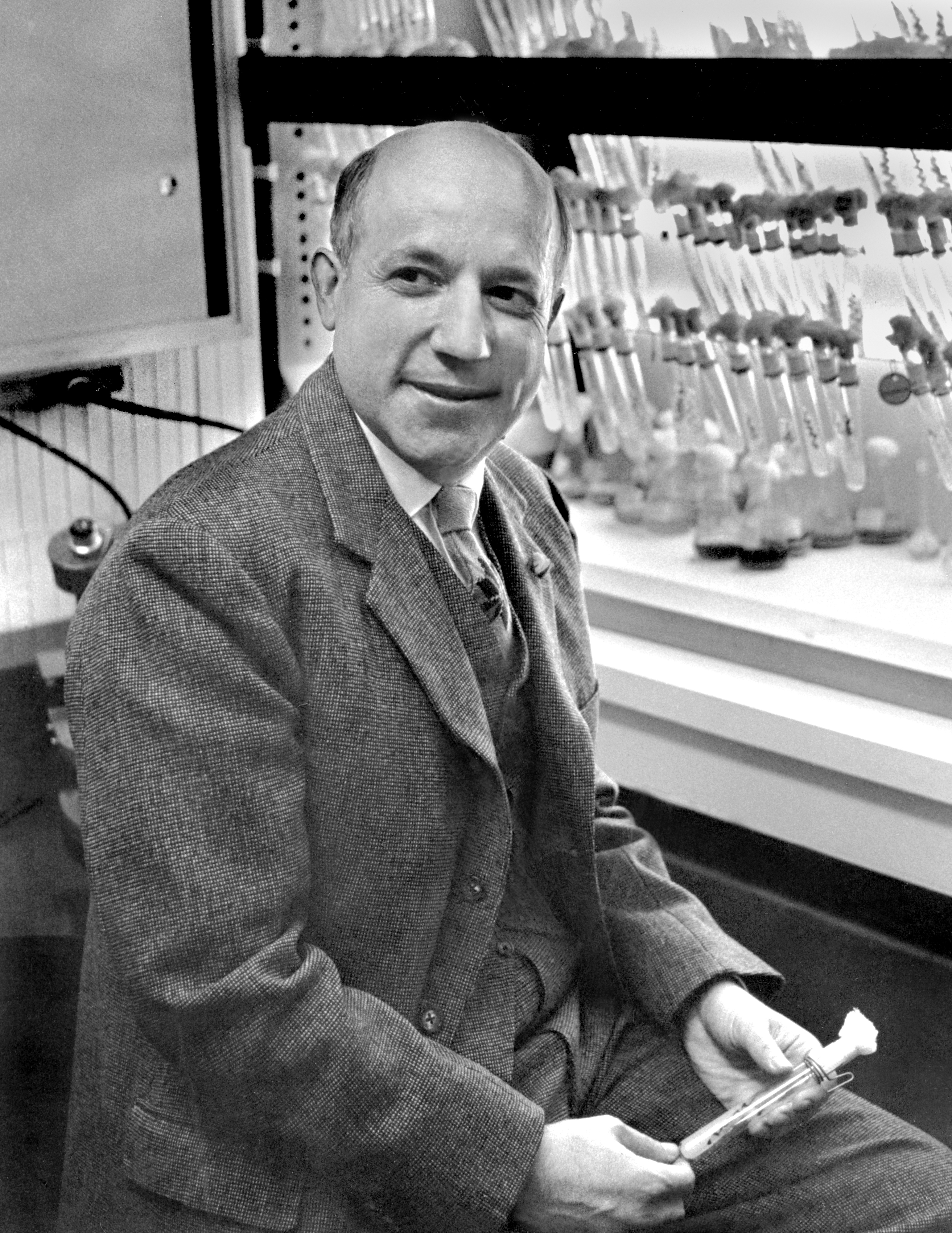
Melvin Calvin

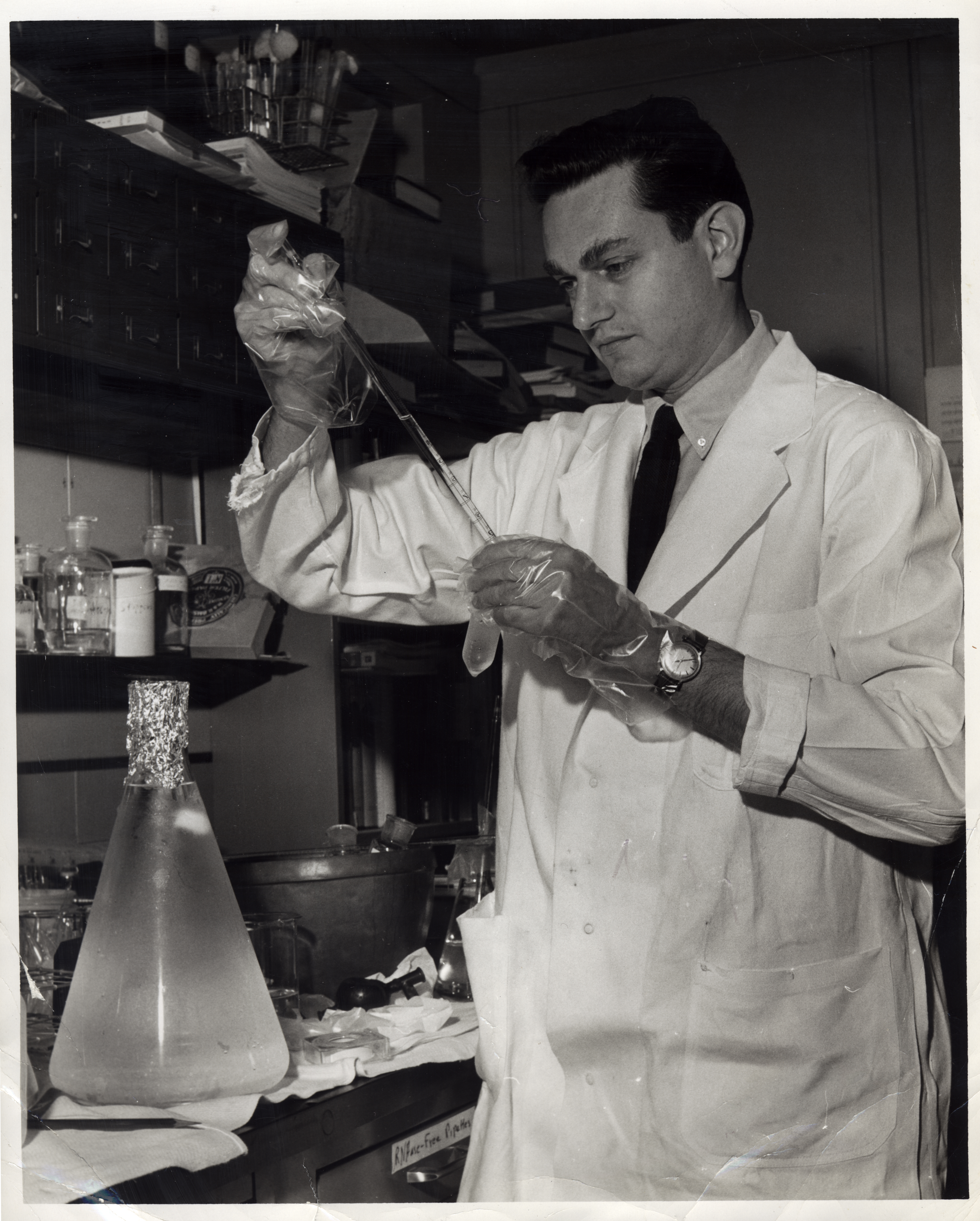
Marshall Nirenberg

  - Melvin Calvin e i suoi collaboratori James Bassham e Andrew Benson, annunciano la scoperta del ciclo omonimo che costituisce la cosiddetta fase oscura della fotosintesi[79]
  - Barbara McClintock scopre gli elementi mobili (trasposoni) nel genoma del Mais.[80] I geni mobili acquistano, a seconda della loro posizione nel cromosoma, funzioni diverse
- 1951
  - Robert Woodward sintetizza Colesterolo e Cortisone
  - Linus Pauling, Robert Corey e Herman Branson propongono l'alfa elica e il foglietto β come motivi strutturali principali della struttura secondaria delle proteine[81][82]
  - Muore di cancro alla cervice uterina Henrietta Lacks. Da cellule prelevate dalla massa tumorale, durante una precedente biopsia a fini diagnostici, viene isolata una linea cellulare teoricammente immortale, chiamata HeLa, ancora oggi ampiamente utilizzata nella ricerca scientifica[83]
- 1952
  - Alfred Hershey e Martha Chase usano traccianti radioattivi per dimostrare che il materiale genetico di alcuni Virus batteriofagi è DNA ed è responsabile delle capacità infettive (non le proteine); l'esperimento di Hershey-Chase prova definitivamente che il materiale genetico è costituito da DNA e non da proteine.[84] In seguito a questi risultati incontrovertibili anche gli scienziati che avevano criticato l'esperimento di Avery si convincono del ruolo biologico del DNA
  - Frederick Sanger, Hans Tuppy, e Ted Thompson completano l'analisi cromatografica della sequenza di amminoacidi che compongono l'insulina
  - Rosalind Franklin usa la diffrazione di raggi X per studiare la struttura del DNA e suggerisce che la struttura portante è formata da zuccheri e fosfati ed è situata all'esterno della molecola
  - Robert Briggs e Thomas J. King usano tecniche di trapianto nucleare per trasferire nuclei di Rana pipiens da una blastula a uova enucleate (private del nucleo)[85][86]
  - Alan Hodgkin e Andrew Huxley pubblicano il modello omonimo che descrive il processo di depolarizzazione della membrana cellulare[87][88]
  - Rita Levi-Montalcini scopre il fattore di crescita nervoso (NGF).[89][90][91] Il fattore di crescita nervoso sarà successivamente purificato e caratterizzato (si rivelerà essere una proteina) dal biochimico Stanley Cohen.[92] La sequenza amminoacidica sarà determinata nel 1971[93]
- 1953
  - Dopo aver esaminato i risultati, non pubblicati, di Rosalind Franklin, James Watson e Francis Crick propongono la struttura a doppia elica per il DNA[94]
  - Max Perutz e John Kendrew determinano la struttura dell'Emoglobina utilizzando studi di diffrazione di raggi X
  - Stanley Miller dimostra la formazione di amminoacidi quando scariche elettriche attraversano un contenitore che contiene acqua, metano, ammoniaca e idrogeno
  - George Emil Palade scopre al microscopio elettronico gli organelli cellulari[95] che nel 1958 verranno chiamati ribosomi da Richard B. Roberts[96]
- 1955
  - Severo Ochoa scopre l'enzima RNA polimerasi
  - Arthur Kornberg scopre l'enzima DNA polimerasi[97]
- 1956
  - Tjio e Levan stabiliscono che le cellule umane contengono 46 cromosomi[98][99][100]
  - Viene scoperta casualmente l'esistenza di un batterio poliestremofilo in grado di resistere a dosi di radiazioni anche migliaia di volte superiori a quelle necessarie per uccidere un qualsiasi animale; verrà chiamato Deinococcus radiodurans[101][102]
- 1958
  - Francis Crick enuncia il dogma centrale della biologia molecolare: l'informazione genetica passa dal DNA all'RNA e poi alle proteine e mai viceversa[103] (riformulato da Crick stesso nel 1970[104])
  - Matthew Meselson e Franklin Stahl dimostrano il meccanismo semiconservativo di replicazione del DNA (Esperimento di Meselson-Stahl)[105]
  - John Gurdon usa tecniche di trapianto nucleare per clonare un anfibio del genere Xenopus[106][107]; prima clonazione di un vertebrato tramite l'utilizzo di un nucleo proveniente da una cellula adulta completamente differenziata (cellula somatica)
- 1960
  - Arthur Kornberg sintetizza DNA in vitro, dimostrando che un enzima DNA polimerasi produce nuovi segmenti di DNA utilizzando precursori, un fonte di energia e un "template" di DNA
  - François Jacob e Jacques Monod cominciano a delucidare il modo in cui geni sono controllati; propongono che sequenze di DNA esterni alle regioni che codificano per le proteine rispondano a segnali di "geni operatore" che producono molecole in grado di funzionare come interruttori (accendono o spengono la replicazione)
  - Juan Oro scopre che soluzioni concentrate di cianuro di ammonio possono produrre il nucleotide basico Adenina
  - Robert Woodward sintetizza la Clorofilla
- 1961
  - Sydney Brenner, Francis Crick e colleghi propongono che il codice del DNA è scritto in codoni formati da tre basi. Inoltre propongono che una particolare categoria di RNA serve a decodificare il DNA. È chiamato "transfer RNA" o tRNA
  - Sydney Brenner, François Jacob e Meselson propongono che una particolare RNA, che a una permanenza molto breve, serve per portare le istruzioni genetiche dal DNA a strutture chiamate Ribosomi dove la sintesi proteica viene effettuata. Questo RNA è chiamato "messenger RNA" o mRNA
  - Peter Mitchell pubblica la Teoria chemiosmotica[108]
  - Joan Oró sintetizza adenina, una delle quattro basi azotate che formano i nucleotidi degli acidi nucleici DNA e RNA, a partire da sostanze inorganiche, ammoniaca e acido cianidrico in soluzione acquosa[109]
  - Marshall W. Nirenberg e Heinrich J. Matthaei determinano sperimentalmente il primo codone del codice genetico (Esperimento di Nirenberg e Matthaei)[110]
- 1963
  - Robert B. Merrifield annuncia la sintesi chimica in fase solida di un tetrapeptide[111]
- 1964
  - Charles Yanofsky e colleghi stabiliscono che le sequenze genetiche e quelli delle proteine sono colineari: cambiamenti nella sequenza del DNA può produrre cambiamenti nella sequenza delle proteine[112]
  - Marshall W. Nirenberg e Philip Leder confermano sperimentalmente che i codoni del codice genetico sono formati da triplette di basi e chiariscono le ultime ambiguità di interpretazione del codice genetico (ovvero le corrispondenze tra codoni e amminoacidi)[113]
- 1965
  - Max Perutz studiano la struttura del Emoglobina e determinano difetti genetiche associati a cambiamenti nella sequenza del DNA
  - Eric Kandel e L. Tauc studiando molluschi del genere Aplysia dimostrano che le sinapsi godono di una certa plasticità ed il risultato di queste loro micro modificazioni fisiche è la memoria[114][115][116]
- 1966
  - Kimishige Ishizaka scopre l'esistenza delle immunoglobuline IgE[117], principali responsabili delle reazioni allergiche. Spiegazione del meccanismo della reazione allergica a livello cellulare e molecolare
- 1968
  - Frederick Sanger usa fosforo radioattivo come tracciante per mappare con tecniche cromatografiche una sequenza di RNA lunga 120 basi
- 1969
  - Robert B. Merrifield e Bernd Gutte annunciano la sintesi chimica dell'enzima Ribonucleasi A; è la prima volta che un enzima viene sintetizzato in laboratorio a partire dagli aminoacidi costituenti, ed è la prova definitiva della natura chimica degli enzimi
  - Dorothy Hodgkin determina la struttura tridimensionale dell'insulina
- 1970
  - Hamilton Smith e Kent Wilcox scoprono gli enzimi di restrizione del DNA: una proteina che taglia il DNA in siti ben specifici determinati da una sequenza di base. È uno degli strumenti fondamentali della biologia molecolare
  - Howard Temin e David Baltimore scoprono indipendentemente l'enzima transcriptasi inversa
  - Ben Hesper e Paulien Hogeweg coniano il termine "Bioinformatica" definendola come "lo studio dei processi informatici nei sistemi biotici" ("the study of informatic processes in biotic systems")[118][119]
- 1971
  - Ray Wu e Ellen Taylor producono la prima sequenza di DNA artificiale (12 basi)
- 1972
  - Robert Woodward sintetizza vitamina B-12
  - Stephen Jay Gould e Niles Eldredge propongono effetti di equilibrio punteggiato nell'Evoluzione
  - Har Gobind Khorana e collaboratori annunciano la sintesi chimica di un gene (un gene strutturale che codifica per il tRNA dell'alanina nel lievito); è la prima volta che un gene viene sintetizzato in laboratorio, ed è la prova definitiva della natura chimica del gene[120]
  - Paul Berg crea la prima molecola di DNA ricombinante combinando DNA del virus SV40 con quello del fago lambda[121]
  - John F. Kerr, Andrew H. Wyllie e A. R. Currie coniano il termine "Apoptosi"[122]
  - S. J. Singer e G.L. Nicolson propongono il modello a mosaico fluido della membrana cellulare con il quale ipotizzano che le membrane biologiche possono essere considerate come una soluzione liquida bi-dimensionale orientata, dove il solvente è costituito dal doppio strato fosfolipidico, e il soluto dalle molecole proteiche[123]
  - Stephen Jay Gould e Niles Eldredge propongono la teoria degli equilibri punteggiati[124]
- 1973
  - Stanley Norman Cohen, Annie Chang, Herb Boyer e Robert Helling dimostrano che DNA legato ad un plasmide può essere replicato in un batterio; si tratta del primo organismo geneticamente modificato[125][126]
- 1974
  - Manfred Eigen e Manfred Sumper dimostrano che misture di ribonucleotidi e Rna replicasi portano alla formazione di molecole di RNA in grado di replicarsi, mutare e di evolvere
  - Leslie Orgel dimostra che RNA può replicare in assenza di RNA replicasi e che zinco favorisce questa replicazione

## 1975–1999
- 1975

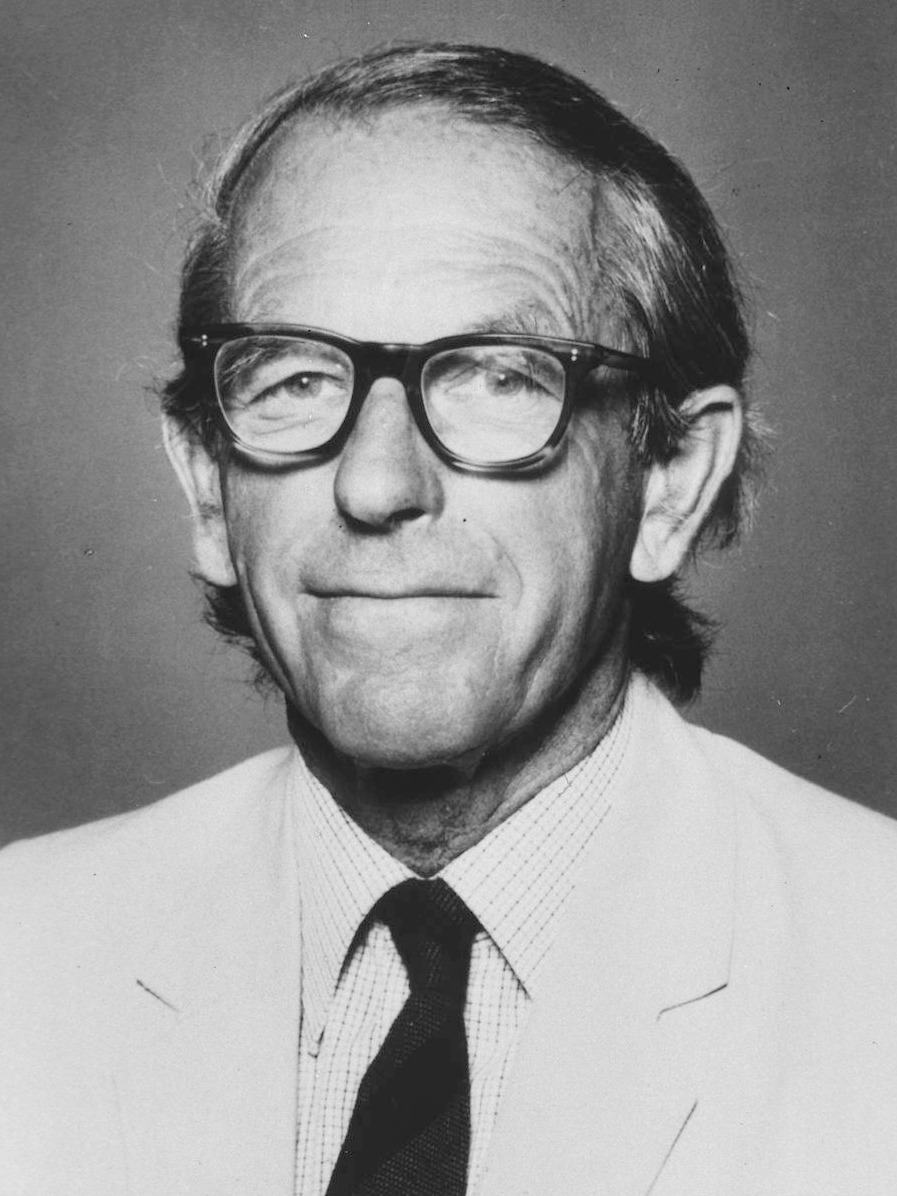
Frederick Sanger

  - César Milstein e Georges Köhler mettono a punto la tecnica per produrre anticorpi monoclonali[127]
  - Edwin Southern inventa la tecnica del Southern blot[128]
  - Manfred Eigen e Peter Schuster elaborano il modello delle quasispecie[129] sulla base di un lavoro iniziale di Eigen[130]
- 1977
  - John Corliss e altri scoprono comunità di organismi chemiosintetici intorno a sbocchi idrotermali sottomarini nel Rift delle Galápagos[131]
  - Walter Gilbert e Allan Maxam presentano una tecnica di sequenziamento genetico che utilizza clonazione, sostanze chimiche per distruggere basi nucleotidiche e elettroforesi su gel
  - Frederick Sanger e Alan Coulson presentano una tecnica per sequenziare rapidamente i geni che utilizza dideossiribonucleotidi e elettroforesi su gel[132]
- 1978
  - Frederick Sanger presenta la sequenza dei 5.386 basi del virus ΦX174[133]; primo sequenziamento di un intero genoma
  - Nasce Louise Brown, la prima persona al mondo concepita "in provetta" attraverso il metodo della fertilizzazione in vitro
  - Walter Gilbert conia i termini Introne ed Esone[134]
- 1982
  - Stanley Prusiner ipotizza l'esistenza di proteine con capacità infettive, i prioni
  - Thomas R. Cech studiando lo splicing dell'RNA nel protozoo ciliato Tetrahymena thermophila e indipendentemente Sidney Altmans, scoprono che l'RNA può avere proprietà autocatalitiche; scoperta del ribozima[135]
- 1983
  - Kary Mullis inventa la reazione a catena della polimerasi (PCR)
- 1984
  - Alec Jeffreys mette a punto un metodo per il genetic fingerprinting
  - Ernst Hafen, Michael Levine e William McGinnis, nel laboratorio di Walter Jakob Gehring, e indipendentemente, Matthew P. Scott e Amy Weiner, scoprono i geni homeobox[136][137]
- 1985
  - Harry Kroto, J.R. Heath, S.C. O'Brien, R.F. Curl, e Richard Smalley scoprono la stabilità inusuale della molecola costituita da 60 atomi di Carbonio e ne deducono la struttura, Buckminsterfullerene[138]
  - Carol W. Greider e Elizabeth Blackburn scoprono la Telomerasi nel ciliato Tetrahymena[139]
- 1990
  - Completata la sequenza completa del genoma di Cytomegalovirus umano (HCMV) (229.354 bp)
  - Wolfgang Krätschmer, Lowell Lamb, Konstantinos Fostiropoulos, e Donald Huffman scoprono che Buckminsterfullerene può essere separato da fuliggine essendo solubile in benzene
  - Ha inizio il Progetto Genoma Umano
  - Napoli, Lemieux, Jorgensen osservano il fenomeno dell'RNA interference[140] ma non ne comprendono il meccanismo molecolare
- 1995
  - È sequenziato per la prima volta un genoma batterico, quello di Haemophilus influenzae[141]
- 1996
  - La pecora Dolly è il primo mammifero ad essere clonato con successo da una cellula somatica adulta[142]
  - Viene completato il sequenziamento del genoma del lievito Saccharomyces cerevisiae; primo eucariote il cui genoma sia stato interamente sequenziato
- 1998
  - Viene completato il sequenziamento del genoma del moscerino della frutta Drosophila melanogaster
  - Craig C. Mello e Andrew Fire pubblicano i risultati riguardo al silenziamento di un gene grazie all'iniezione di dsRNA in C. elegans.[143]; scoperta del meccanismo molecolare dell'RNA interference
  - Viene pubblicata la prima bozza del sequenziamento del genoma del nematode Caenorhabditis elegans[144]

## 2000-Giorni nostri
- 2000

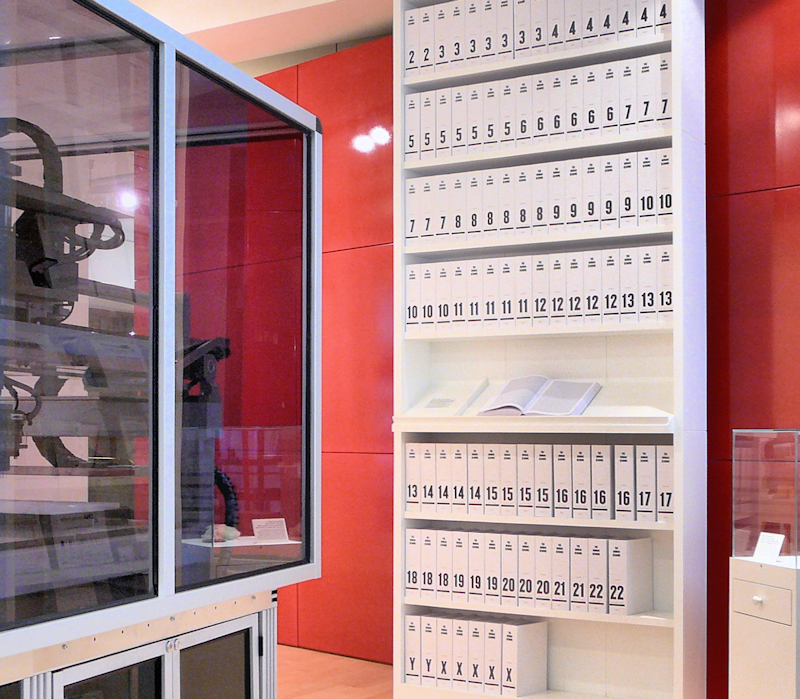
La prima stampa del genoma umano ad essere presentata come una serie di libri, in mostra alla Wellcome Collection, Londra

  - Viene pubblicata la prima bozza del sequenziamento del genoma di Arabidopsis thaliana; la prima pianta di cui si è sequenziato il genoma
- 2001
  - Viene pubblicata la prima bozza del sequenziamento del genoma umano[145][146]
- 2002
  - Viene completato il sequenziamento del genoma di Caenorhabditis elegans
- 2003
  - Viene annunciato il completamento del sequenziamento del genoma della muffa Neurospora crassa
  - Viene scoperto l'organismo più resistente alle radiazioni, l'archibatterio Thermococcus gammatolerans[147]
- 2005
  - Ludwig Eichinger e collaboratori pubblicano la prima bozza del sequenziamento del genoma dell'ameba sociale Dictyostelium discoideum[148][149]
- 2006
  - Shinya Yamanaka e i suoi collaboratori riescono a generare cellule staminali pluripotenti indotte a partire da fibroblasti adulti di topo.[150] L'anno successivo riescono a ottenere lo stesso risultato a partire da fibroblasti adulti umani[151][152]
- 2010
  - Craig Venter e collaboratori pubblicano un articolo su Science in cui annunciano di avere costruito in laboratorio la prima cellula artificiale, controllata da un DNA sintetico e in grado di dividersi e moltiplicarsi proprio come qualsiasi altra cellula vivente[153][154]
- 2016
  - Craig Venter e collaboratori pubblicano un articolo su Science in cui annunciano di avere costruito in laboratorio il primo batterio sintetico con un DNA contenente il minor numero di geni (473) in grado di assicurarne la sopravvivenza e la capacità di replicazione[155]
- 2017
  - I macachi Zhong Zhong e Hua Hua sono i primi primati ad essere clonati con successo a partire da una cellula somatica adulta (un fibroblasto).[156][157]